# Seedbox
Un seedbox è un servizio commerciale che in genere consiste in un computer remoto in affitto dedicato al P2P e al filesharing in generale, connesso ad una rete ad elevate prestazioni, spesso con una banda di 100 Mbit/s e gestibile tramite web.
Ad oggi l'affitto di un Seedbox è sicuramente il metodo più veloce e più efficiente per scaricare e gestire i propri download mediante il protocollo BitTorrent. Al termine del download di un torrent i dati scaricati sono accessibili all'utente attraverso il protocollo HTTP, FTP, SFTP, o rsync. Questo procedimento permette di aumentare l'anonimato così come la velocità di download e solitamente elimina la necessità di preoccuparsi del valore di ratio imposto da numerosi tracker.
Esistono moltissime aziende che offrono questo servizio pronto, ma spesso i seedbox vengono realizzati dagli utenti stessi che affittano un server dedicato o semidedicato. Ad oggi migliaia di persone in tutto il mondo utilizzano regolarmente un seedbox per gestire i propri download, la maggior parte delle quali fa uso di tracker privati.
I Seedbox generalmente impiegano Linux come sistema operativo e raramente Windows. I client BitTorrent più diffusi che adoperano sono Transmission, rTorrent, μTorrent e Deluge, gestiti attraverso le rispettive interfacce web, anche da Smartphone.
I Seedbox più professionali dispongono di un accesso VNC o altro protocollo di Desktop Remoto.
Seedbox su reti ad alta velocità sono capaci di scaricare grandi file in pochi minuti, a condizione che possano realmente gestire un'elevata ampiezza di banda. Indicativamente un file da 1 GB può essere ultimato in meno di 2 minuti ed essere al tempo stesso condiviso con altri utenti, mantenendo un rapporto di upload:download di 1:1. L'abilità di trasferire file così velocemente li rende molto utili nelle comunità di P2P e BitTorrent.
I Seedbox sono anche utilizzati per aggirare i limiti e i filtri p2p dei provider o per infrangere leggi nazionali come la famigerata "HADOPI" in Francia.